# Borzęckiïta
La borzęckiïta és un mineral de la classe dels òxids. Rep el nom en honor de Robert Borzęcki (Varsòvia, Polònia, 19 de setembre de 1964), un conegut col·leccionista de minerals polonès.

## Característiques
La borzęckiïta és un selenit de fórmula química Pb(UO₂)₃(SeO₃)₂O₂·3H₂O. Va ser aprovada com a espècie vàlida per l'Associació Mineralògica Internacional l'any 2022, i encara resta pendent de publicació. Cristal·litza en el sistema ortoròmbic. La seva duresa a l'escala de Mohs és 2. És l'anàleg de plom de la guil·leminita, i es troba estructuralment relacionada amb la marthozita, la guil·leminita i la larissaïta.
L'exemplar que va servir per a determinar l'espècie, el que es coneix com a material tipus, es troba conservat a les col·leccions del museu geològic Stanisław Józef Thugutt de la Universitat de Varsòvia, a Polònia, amb el número de catàleg: mwg uw 009763.

## Formació i jaciments
Va ser descoberta a Miedzianka, a Gmina Janowice Wielkie, dins el comtat de Karkonosze (Voivodat de Baixa Silèsia, Polònia). També ha estat descrita a la mina Musonoi, situada a la localitat de Kolwezi (Lualaba, República Democràtica del Congo). Aquests dos indrets són els únics de tot el planeta on ha estat descrita aquesta espècie mineral.